# Operation Avalanche
Operation Avalanche és una pel·lícula estatunidenca-canadenc del 2016 de thriller de ficció conspirtiva en metratge apropiat dirigida per Matt Johnson, que va coescriure la pel·lícula amb Josh Boles. Johnson i Owen Williams protagonitzen els agents de la CIA que s'infiltren a la NASA per exposar un potencial talp, només per quedar embolicat en una conspiració per fingir la part d'aterratge de la missió Apollo 11 a la Lluna de 1969.

## Argument
La pel·lícula s'obre amb el discurs "We choice to go to the Moon" de John F. Kennedy.
El 1967, els ambiciosos agents de la CIA Matt Johnson, Owen Williams, Andy Apelle i Jared Raab van convèncer els seus superiors perquè els deixin infiltrar-se a la NASA disfressats com un equip de documentals que filmava la missió Apol·lo 11 en un esforç per eliminar un agent encobert soviètic dins de l'organització.
Després de detectar el telèfon de l'administrador James Webb, la tripulació descobreix que el aterrador construït per a l'aterratge a la Lluna és incapaç d'aterrar a la Lluna, i la NASA planeja mantenir-ho en secret. Quan li diuen al seu superior, Brackett, se'ls diu que abandonin la NASA, cosa que no fan.
Per encobrir la incapacitat de l'aterrador i evitar que els russos guanyin la cursa espacial, la tripulació comença l' "Operació Avalanche"—fingint parts de l'aterratge a la Lluna, obtenint l'aprovació de Brackett. Envia l'agent Josh Boles per vigilar-los.
Revisant les imatges d'una festa a la piscina de la NASA, en Jared s'adona que dos homes els filmen. En sentir que Stanley Kubrick filmava "2001: una odissea de l'espai", la tripulació viatja a Anglaterra, on filmen el plató amb una càmera oculta amb l'esperança de copiar les seves tàctiques. Aprenen sobre la projecció de la pantalla frontal, que després utilitzen per fer més convincents els seus falsos vídeos d'aterratge a la Lluna. Elaboren un pla per falsificar els senyals de ràdio que la NASA rep de l'aterratge, llegeixen un guió escrit prèviament i transmeten l'aterratge fals. Matt es posa frenètic quan s'assabenta que, si el seu pla falla, la CIA té previst abatre el veritable aterratge de l'Apollo 11 i culpar als soviètics. Matt comença a enterrar les imatges acabades en un camp.
Durant un rodatge, l'Owen nota que un parell d'homes els miraven. Quan la tripulació s'hi acosta, s'allunyen. Boles els informa que han agafat el talp, però sembla que no està involucrat amb els homes que els miren. Quan l'Owen examina les imatges de l'entrevista amb el talp, s'adona que era l'altre home que parlava per telèfon amb Webb, el que el va fer creure que el talp, Boles, i els homes que els miren formen part de la CIA. Després que el "talp" mor, Owen creu que la CIA té previst acabar amb ells per lligar els cabots solts.
Després d'acabar Avalanche, Matt li dóna una còpia a Boles i talla una còpia amb imatges que demostren la falsificació. El llançament fals s'apaga sense cap problema, i Matt crema els accessoris utilitzats als vídeos. En trobar l'habitació del motel que estaven utilitzant a les escombraries i els homes escombrant les instal·lacions, Matt, Jared i Andrew desenterren la còpia de Matt de la pel·lícula. Quan marxen amb ell, són atacats per un cotxe que els dispara, escapant per poc.
Matt troba l'Owen penjat al seu garatge. Li dóna els rodets de pel·lícula a l'Andrew i l'envia a amagar-los. Truca a Brackett per un telèfon públic i s'ofereix a canviar la seva ubicació pels noms dels agents que la CIA té previst eliminar. Amenaça amb llançar la seva còpia sense tallar, i Brackett s'ofereix a fer-lo cap del seu propi departament, però Matt rebutja. Mentre un Matt abandonat mira l'espectacle de "Lluna" a la televisió local i mira a la càmera a l'últim segon, es reprodueix "Fortunate Son" de Creedence Clearwater Revival a Amèrica celebrant l'aterratge de l'Apollo 11.

## Repartiment
Molts dels actors, inclosos els cinc protagonistes, van utilitzar els seus noms reals i es mostren als crèdits finals com "Ell mateix" o "Ella mateixa".
- Matt Johnson
- Owen Williams
- Andy Appelle
- Jared Raab
- Josh Boles
- Ray James com a Director Brackett
- Sharon Belle
- Madeleine Sims-Fewer

## Producció
La producció va tenir lloc a Toronto, Houston i Washington, D.C., a partir del 30 de juny de 2014.  Les escenes de la NASA es van rodar en localització. Per obtenir permís, Johnson els va dir que estava fent un documental d'estudiants.  Es van fer escenes addicionals mitjançant l'aplicació liberal de les lleis d'ús legítim recentment permissives.

## Estrena
Operation Avalanche es va estrenar al Festival de Cinema de Sundance. Johnson havia rebut una oferta per estrenar la pel·lícula al Festival Internacional de Cinema de Toronto, però va rebutjar, raonant que la pel·lícula es perdria en el gran nombre de pel·lícules que s'hi mostraven. Lionsgate la va llançar als EUA el 16 de setembre de 2016.

## Recepció
Rotten Tomatoes, un agregador de ressenyes, informa que el 69% dels 62 crítics enquestats van donar a la pel·lícula una crítica positiva; la valoració mitjana és de 6,5/10. Metacritic li va donar una puntuació de 69/100, basada en 18 ressenyes.  Peter Debruge de Variety va escriure: "L'acrobàcia salvatge i gairebé il·legal de Matt Johnson i Owen Williams ofereix molt de temps amb la seva premissa boja."  John DeFore de The Hollywood Reporter la va qualificar d'una "fantasia simpàtica, si no sempre convincent, que treu molt de la seva sensació d'època".  Anthony Kaufman de Screen Daily va escriure que la pel·lícula "sembla més una alosa divagant que una pel·lícula ben concebuda".

## Reconeixements
| Premi                                      | Data de cerimònia      | Categoria                   | Receptor(s)                              | Resultat  | Ref(s) |
| ------------------------------------------ | ---------------------- | --------------------------- | ---------------------------------------- | --------- | ------ |
| Canadian Screen Awards                     | 12 de març de 2017     | Millor pel·lícula           | Matthew Miller, Lee Kim and Matt Johnson | Nominat   | [ 11 ] |
| Canadian Screen Awards                     | 12 de març de 2017     | Millor Director             | Matt Johnson                             | Nominat   | [ 11 ] |
| Canadian Screen Awards                     | 12 de març de 2017     | Millor so total             | Matt Chan                                | Nominat   | [ 11 ] |
| Canadian Screen Awards                     | 12 de març de 2017     | Millor edició de so         | Matt Chan, James Patrick i Frieda Bay    | Nominat   | [ 11 ] |
| Canadian Screen Awards                     | 12 de març de 2017     | Millor disseny de vestuari  | Megan Oppenheimer                        | Nominat   | [ 11 ] |
| Canadian Screen Awards                     | 12 de març de 2017     | Millors efectes visuals     | Tristan Zerafa                           | Nominat   | [ 11 ] |
| Festival de Cinema Canadenc de Kingston    | 2017                   | Premi del Públic            | Matt Johnson                             | Guanyador | [ 12 ] |
| Associació de Crítics de Cinema de Toronto | 11 de desembre de 2016 | Millor pel·lícula canadenca | Matt Johnson                             | Subcampió | [ 13 ] |